# Murcott (Northamptonshire)
Murcott – osada w Anglii, w hrabstwie Northamptonshire, w dystrykcie (unitary authority) West Northamptonshire. Leży 16 km na północny zachód od miasta Northampton i 111 km na północny zachód od Londynu.